# César Lévano
Edmundo Dante Lévano La Rosa (Lima, 11 de diciembre de 1926 - Rímac (Lima), 23 de marzo de 2019), conocido como César Lévano, fue un periodista autodidacta, escritor, poeta, docente universitario e intelectual peruano de izquierda, destacado por sus ensayos y artículos periodísticos sobre la realidad social y política del Perú, además de por su defensa de la libertad de expresión. También fue autor de un amplio repertorio de valses peruanos, yaravíes arequipeños, huainos y hasta una rumba flamenca, varias de estas composiciones en colaboración con maestros como Manuel Acosta Ojeda y del compositor y pianista Víctor Merino Aponte. Periodista de larga trayectoria, fue fundador de varios periódicos, como Estrella Roja, Diario UNO y El Perfil, además de profesor de periodismo en la Universidad Nacional Mayor de San Marcos.

## Biografía

### Primeros años
Nació en Lima dentro de una familia obrera. Su padre, Delfín Lévano Gómez, era un panadero anarquista y dirigente sindical al igual que su abuelo, Manuel Caracciolo Lévano Chumpitaz. Su madre, Rosa Amelia La Rosa, era una profesora diplomada y linotipista que enseñaba en colegios de la sierra de Lima.
Durante el oncenio de Augusto B. Leguía su padre y su abuelo fueron varias veces encarcelados y torturados por el gobierno. Durante uno de aquellos encarcelamientos, al final del gobierno de Leguía, su padre fue brutalmente torturado y le destrozaron la columna, por lo que quedó inválido de por vida, por lo que su madre tuvo que empezar a trabajar como lavandera y cocinera, pero debido al exceso de trabajo su madre enfermó de tuberculosis laríngea y murió en 1933. Por la orfandad materna y la imposibilidad de su padre a trabajar con normalidad tuvo que empezar trabajar desde los 7 años junto a su hermano mayor, de 9 años de edad, como canillita en el centro de Lima. A esto influyó el hecho de que su padre y su abuelo eran (y como lo sería él años después) periodistas autodidactas, quienes habían impulsado la publicación de distintos periódicos anarcosindicalistas y obreros, pero La Protesta, El Oprimido, El Obrero Panadero, entre otros, publicaciones con las que tuvo contacto desde niño.
Desde su niñez, además, su casa había sido visitada por obreros, sindicalistas, miembros de la Federación Obrera Regional del Perú (FORP) y anarquistas compañeros de su padre y abuelo, por lo que estuvo en contacto desde muy temprano con las ideas de izquierda y la lucha social del movimiento obrero, pues creció en un ambiente donde se defendían las causas sociales.

### Juventud
En 1937, con 11 años de edad, mientras colgaba los periódicos en el quiosco que tenía en la acera izquierda de la esquina de las avenidas Manco Cápac y Miguel Grau (actualmente Vía Expresa Grau), en La Victoria, fue impactado por un carro conducido por un militar en estado de ebriedad que se estrelló contra otro automóvil y salió disparado hacia el quiosco, destrozándole la pierna izquierda. Los policías que lo auxiliaron, en vez de llevarlo al Hospital Nacional Dos de Mayo que está cerca del lugar lo llevaron al local de asistencia pública de La Victoria, en la Plaza Manco Cápac, donde no pudieron atenderle las heridas de la pierna por la gravedad de las heridas. Entonces lo llevaron al Hospital Nacional Dos de Mayo, donde los médicos (que entonces trabajaban allí como voluntarios) decidieron amputarle la pierna, por lo que se mudó a casa de su abuela materna en Lince, a donde ya se habían mudado su hermana Nelly y su papá, quien muere en septiembre de 1941. Por entonces, desde 1940, había empezado a trabajar como aprendiz de sastre con el maestro Meza en la calle Pileta de La Merced (actualmente primera cuadra del jirón Cusco, donde antiguamente se encontraba la pileta de agua del Convento de La Merced para uso público por disposición del Cabildo de Lima desde el año 1598), en un segundo piso donde antes había funcionado el periódico La Razón que fundó y publicaba José Carlos Mariátegui La Chira, fundador del Partido Socialista Peruano (PSP). También, en 1943, empezó a trabajar como lustrabotas en un quiosco ubicado en una de las puertas del Mercado Central de Lima.
En 1945 terminó la secundaria en la sección nocturna del Colegio Alfonso Ugarte, donde había colaborado con la revista escolar Cultura desde el año 1943. Allí publicó sus primeros artículos y un poema ("canto a Lídice") y, además, dejó de usar su nombre de nacimiento "Edmundo Dante Lévano", pues empezó a firmar bajo el nombre de "César Lévano" en honor a César Vallejo, a quien él admiraba desde los primeros años de su adolescencia, lo que provocó que a partir de entonces todos lo conocieran como "César Lévano". Ni bien terminada la secundaria, además, se adhirió al marxismo y se unió a la Juventud Comunista Peruana del pro-soviético Partido Comunista Peruano (PCP), que en 1930 (4 de marzo) pasó a llamarse así tras la refundación del PSP a raíz de la muerte de Mariátegui, quien a pesar de ser marxista se oponía a adherirse a la III Internacional (o Internacional Comunista, conocida como Komintern). Allí fundó el periódico juvenil Estrella Roja y conoció a jóvenes escritores y futuros representantes de la literatura peruana como José María Arguedas Altamirano, Carlos Germán Belli de la Torre y Juan Gonzalo Rose Gros, con quienes trabó amistad y compartió el gusto por la poesía. En la Juventud Comunista Peruana también conoció en 1947 a Natalia Casas Alnirena, una joven marxista y comunista como él, con quien inició una relación sentimental. Ella era hija de Marino Casas Padilla y de Teófila Alnirena, y sobrina del compositor y guitarrista de música criolla Pablo Casas Padilla, hermano de su padre.
En 1948, debido a una mancha pulmonar, viaja a Huancayo, donde pasa una temporada, y luego se muda a La Oroya para dirigir la edición del periódico El Metalúrgico del Sindicato de Trabajadores Metalúrgicos del Complejo Metalúrgico de La Oroya (CMLO), entonces bajo administración de la Cerro de Pasco Corporation. También empieza a colaborar, como lo hicieron su padre y abuelo, en distintas publicaciones legales y clandestinas de corte sindical y comunista. Pero a finales de octubre de ese año regresó a Lima a raíz del golpe de Estado que Manuel A. Odría, entonces general de brigada del Ejército del Perú, realizó, al aplauso de la prensa limeña, contra el presidente Bustamante y Rivero, lo que dio inicio al ochenio de Odría.

### Represión y cárcel

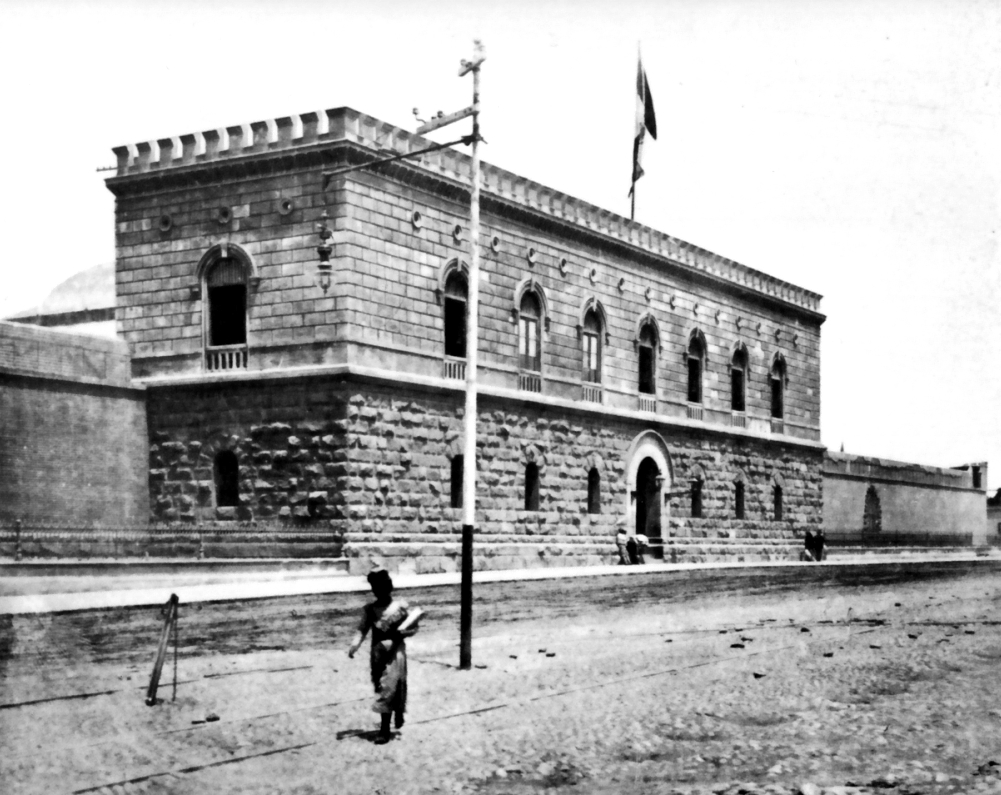
Penitenciaría de Lima. Reproducción de una fotografía del año 1875 del Archivo Courret, Biblioteca Nacional del Perú.

A su regreso a Lima en 1948 empezó a trabajar como corrector en el semanario La Cancha de Leonidas Yerovi Douat, en la revista semanal 1947 (que cada año se publicaba con el nombre del año correspondiente) de Genaro Carnero Checa y en la publicación La Noche con su amigo y correligionario Juan Gonzalo Rose.
Por su militancia comunista y sus publicaciones periodísticas fue arrestado en 1950 por la dictadura de Odría y encarcelado en el Establecimiento Penitenciario de Lima, conocido como el penal El Sexto, ubicado donde actualmente se encuentra el Centro Cívico de Lima, pero gracias a una amnistía general dada por el gobierno fue liberado al año siguiente, en 1951. Sin embargo, en enero de 1953 fue nuevamente arrestado por la dictadura odriista, sentenciado a una pena de 5 años de cárcel y encarcelado, por segunda vez, en El Sexto, de donde fue trasladado ese mismo año a la cárcel de la isla El Frontón y después de varios meses a la Penitenciaría de Lima, conocido simplemente como Panóptico, donde permaneció encerrado hasta los últimos días de diciembre de 1955 tras haber cumplido 3 años de su pena de cárcel gracias a la amnistía política general que siguió a la caída del hasta entonces ministro de Gobierno y Policía del Perú y asesor personal de Odría, Alejandro Esparza Zañartu, temible encargado de la sangrienta represión política del régimen de Odría contra, sobre todo, apristas y comunistas, al amparo de la ley de "Seguridad Interior de la República", lo que le permitió a este, a través de grupos paraciviles rompehuelgas y policías encubiertos de civiles, reprimir, asaltar y secuestrar a políticos, huelguistas, periodistas, sindicalistas, activistas y homosexuales. La amnistía política general que le permitió a Lévano salir de cárcel se debió, en realidad, a que Odría accedió a sacrificar a Esparza, con lo cual cayó todo su gabinete de gobierno, como parte del pliego de reclamos (renuncia de Esparza, derogación de la ley de "Seguridad Interior de la República" y convocatoria a elecciones libres) de los alzados en Arequipa pertenecientes a la llamada Coalición Nacional (una alianza de distintas organizaciones políticas opositoras al gobierno de Odría), quienes a través de una huelga general tomaron el control de la ciudad y armaron barricadas durante tres días de luchas en las calles de la ciudad y de tensión en Lima, donde la prensa temía que el régimen decidiera enviar al ejército a Arequipa. De esta manera, sin Esparza (quien se exilió en Europa y luego en Brasil), Odría inició un acercamiento amistoso con la oligarquía (cuyos miembros luego le regalaron, por su "colaboración", la mansión y hacienda que actualmente es conocida como "Fundo Odría" en Monterrico, en Santiago de Surco) y con la derecha política para evitar que el nuevo gobierno que entrada en 1956 investigase la corrupción cometida durante las numerosas obras públicas que construyó su régimen, lo cual ocurrió finalmente cuando asumió la presidencia por segunda vez Manuel Prado y Ugarteche, cuyo gobierno no lo investigó y, por el contrario, se produjo la famosa "convivencia", que además fue el inicio del acercamiento entre la alianza oligárquico-odriista (aliada a su vez del gobierno de Prado) y el APRA, lo que originó, además, que la mayoría de la militancia original del APRA abandonara el partido (y formaran nuevos partidos políticos orientados hacia el trotskismo y la izquierda revolucionaria) y entraran nuevos militantes (muchos de ellos de la oligarquía costeña) más orientados hacia la derecha y el conservadurismo político y económico. 
Así, el 13 de octubre de 1956, César Lévano se casó en la municipalidad distrital del Rímac con Natalia Salas, con quien mantenía una relación sentimental desde 1947 y quien solo lo había podido visitar una vez al mes durante su encarcelamiento debido a las restricciones impuestas en su contra por el gobierno. Además, mientras estuvo en prisión, y gracias a que había leído durante su juventud la revista estadounidense Time y el periódico francés Le Monde, se dedicó a aprender inglés y francés, además de italiano y alemán. 

### Carrera periodística
Tras salir de la cárcel, en 1956, y gracias a que su buen amigo Juan Francisco Castillo lo animó, publicó su primer artículo en la revista Caretas sobre su paso por la prisión, con lo que dio inicio formal y oficial a su carrera como periodista autodidacta, que hasta entonces se había concentrado en las publicaciones sindicales. Ese mismo año también empezó a trabajar para la agencia internacional de noticias Agence France-Presse, donde trabajó como traductor y redactor hasta el año 1960.
En 1959 fue expulsado por primera vez del Partido Comunista Peruano (PCP) debido a las fricciones que se suscitaron al interior del partido por su burocratización político-partidaria frente a las acciones guerrilleras de la revolución cubana que ese mismo año había conseguido triunfar sobre la dictadura de Fulgencio Batista, lo que finalmente llevaría a que en 1962 se produjera el primer cisma en el partido por la expansión de la doctrina netamente guerrillera del guevarismo; fueron pocos, entre ellos Juan Pablo Chang, quien fundó el Ejército de Liberación Nacional (ELN) junto a Héctor Béjar y el poeta Javier Heraud. Además, ese mismo años, 1959, fue nuevamente encarcelado como parte de la política represiva que implementó el segundo gobierno de Prado Ugarteche, por lo que fue confinado por segunda vez en el Panóptico de Lima, pero es liberado al poco tiempo.
En 1960 es invitado a trabajar a tiempo completo en Caretas por su fundadora, Doris Gibson Parra del Riego, donde conoce y traba amistad con el también periodista autodidacta César Hildebrandt. Por esa época da inicio la campaña para la expulsión de la International Petroleum Company (IPC) y la nacionalización del petróleo, a la que se adhiere inmediatamente y lee en la Universidad Nacional Mayor de San Marcos la conferencia “Por la nacionalización del petróleo”, que fue reproducida en la revista Tareas del poeta Alejandro Romualdo Valle Palomino.
En 1962 sus publicaciones empezaron a ser censuradas y prohibidas por la dictadura de Pérez Godoy, que ese año, el 18 de julio, le había dado un golpe de Estado a Prado Ugarteche. Ese año, además, conoce y se hace amigo de los músicos criollos Carlos Hayre Ramírez y Manuel Acosta Ojeda, con quienes compartirá un amor profundo por la música criolla y afroperuana, y empieza a acercarse a los círculos musicales de Lima, por lo que en 1964 es nombrado secretario de actas y secretario de cultura del Sindicato de Artistas Folclóricos del Perú. Ese año es enviado por la revista Caretas a cubrir el proceso electoral de Chile en las que gana Eduardo Frei Montalva de la democracia cristiana y queda segundo el socialista Salvador Allende Gossens.
En 1966, reincorporado al PCP, es enviado a la Unión Soviética como corresponsal del periódico del partido, llamado Unidad. Allí se instala en Moscú, donde aprendió ruso y vivió por dos años, hasta 1968, cuando regresa al Perú. Al año siguiente, en 1969, a raíz del golpe de Estado del año anterior del general Juan Velasco Alvarado y el inicio del gobierno revolucionario de las Fuerzas Armadas, es expulsado del PCP por segunda vez, ya que pidió que se realizara un juicio justo a Sandro Mariátegui Chiappe (hijo de José Carlos Mariátegui), militante acciopopulista de la Alianza Acción Popular-Democracia Cristiana, quien había sido arrestado y paseado engrilletado por las calles del centro de Lima por haber sido ministro de Hacienda y Comercio durante el primer gobierno de Fernando Belaúnde. En 1974 es arrestado durante una serie de redadas que el gobierno de Velasco realizó contra personajes de izquierda y fue enviado a la Prefectura de Lima, de donde fue liberado poco después, por lo que no fue deportado a Jujuy, Argentina, donde aún gobernaba María Estela Martínez de Perón antes del golpe de Estado en su contra del general Videla en 1976; en Argentina, sin embargo, ya había iniciado desde ese año, 1974, la represión, el secuestro, la tortura y el asesinato de izquierdistas argentinos y deportados a la Argentina a través del grupo parapolicial Alianza Anticomunista Argentina (conocida como Triple A), formada por órdenes de José López Rega, exasesor personal de Perón y entonces ministro de Bienes Social de Martínez de Perón. Salvado de la deportación a Argentina, ese año (1974) renunció a la revista Caretas debido a discrepancias con el nuevo director, Enrique Zileri Gibson, hijo de la fundadora, Doris Gibson.
En 1975 fue editor del suplemento La Jornada del diario La Prensa entre febrero y julio, director del semanario Momento y jefe de redacción de la revista Marka. Habiendo sido restablecida su militancia en el PCP, en 1978 fue nuevamente expulsado del partido por criticar el apoyo incondicional que el PCP le brindaba al gobierno dictatorial de Francisco Morales Bermúdez pese a que este había empezado a desmantelar la reforma agraria de Velasco y las reformas económicas de su gobierno mediante las primeras políticas neoliberales en coordinación con la política exterior para América Latina de Estados Unidos como parte del Plan Cóndor desde que el 29 de agosto de 1975 le había dado un golpe de Estado a Velasco mediante el llamado Tacnazo, lo que, en visión de Lévano, era un error estratégico.

### Etapa como docente universitario
En 1980 entra a concurso público y gana una plaza como docente en la Universidad Nacional Mayor de San Marcos (UNMSM), donde empezó a dar clases de periodismo, llegando a tener alrededor de 120 alumnos. Durante ese tiempo tuvo que enfrentar el hostigamiento que sufrió durante sus clases universitarias durante el conflicto armado interno por parte de estudiantes simpatizantes del grupo terrorista y maoísta Sendero Luminoso (PCP-SL), quienes interrumpían sus clases para realizar discursos y arengas políticas en favor del PCP-SL, actos que César Lévano combatió y denunció reiteradamente por considerarlos de suma intolerancia política y filosófica. Incluso, a pesar de que sus aulas fueron varias veces vandalizadas con pintas y carteles en favor de Sendero Luminoso, decidió continuar dictando clases a pesar de ello ya que consideraba que suspenderlas por las vandalizaciones no sería más que otorgarles a los simpatizantes del PCP-SL una victoria proselitista innecesaria e inmerecida. 
Por esa época, en 1985, empezó a figurar como panelista en el programa de televisión Pulso, de Panamericana Televisión, en señal abierta. Permaneció como panelista de ese programa hasta 1990. Además, también por esa época regresó a la revista Caretas, de la cual se volvió editor asociado.
En 1986 empieza a trabajar en el diario La República y, debido a las amenazas de muerte que recibió por parte de miembros de Sendero Luminoso se vio obligado a empezar a dictar sus clases universitarias de periodismo en su casa. Ese año también fue invitado por profesores universitarios de corte progresista a dar conferencias en Estados Unidos. Al año siguiente, en 1987, sale del diario La República e ingresa a trabajar en la revista Sí a la par de su actividad como docente.
En 1989 es invitado a participar como comentarista de la Conferencia Anual de Ejecutivos (CADE) en reemplazo del escritor Mario Vargas Llosa. En 1990 fue nombrado director de los diarios La Crónica y La Tercera, pero le impiden ejercer el cargo por su trayectoria como militante comunista. Ese año también participó como comentarista en la presentación de la publicación periodística "Contra viento y marea” de Mario Vargas Llosa en la Universidad del Pacífico. Además, ese año lo nombraron director del diario Última Hora (cargo al que renunció en 1992) y tras salir del programa Pulso entró a conducir el programa Diálogo Abierto de la radio Antena Uno, donde trabajó hasta del año 1995 en que el programa fue censurado y la radio fue cerrada por el régimen autoritario de Fujimori. Durante el resto de la dictadura de Fujimori fue perseguido y censurado, por lo que su labor periodística se vio afecta. Sin embargo, durante aquellos año empezó su labor de recopilación documental de las publicaciones de su padre y su abuelo y de la obra que estos realizaron en favor del movimiento obrero y sindical del Perú, lo que se vería plasmado en los siguientes años con las publicaciones que realizó tras el restablecimiento de la democracia en 2000, tras la caída de Fujimori, quien huyó del país.
En 2006 fue nombrado director de prensa del Centro Cultural de la Universidad Nacional Mayor de San Marcos y en 2007, durante las manifestaciones conmemorativas del 1° de mayo, apoyó públicamente la huelga de los más de 35 mil trabajadores mineros de la Federación Nacional de Trabajadores Mineros, Metalúrgicos y Siderúrgicos del Perú (FNTMMSP), apoyados por la CGTP, quienes le exigieron al segundo gobierno aprista de Alan García la restitución de sus derechos laborales, suprimidos y eliminados durante el gobierno neoliberal de Fujimori en la década del noventa. Sin embargo, el gobierno de García poco hizo por la restitución de los derechos laborales de los trabajadores mineros. Ese año, además, César Lévano renunció a Caretas tras ser nombrado director del diario La Primera, y también fue nombrado director de la Escuela de Comunicación Social de la Universidad Nacional Mayor de San Marcos a la par de su trabajo como profesor de periodismo en la misma universidad.
Al año siguiente, en 2008, invitado por peruanos residentes en Francia, viaja a París para participar en conferencias periodísticas en esa ciudad. A su regreso al Perú se sumó a la campaña por la liberación de la poetisa limeña Melissa Patiño Hinostroza, activista del Movimiento Cultural Círculo del Sur, quien fue acusada, arrestada y encarcelada por el supuesto «delito de terrorismo» por haber participado en el «II Congreso de Coordinación Continental Bolivariano» organizado en Quito, Ecuador, por la Coordinadora Continental Bolivariana (CCB), donde participaron distintos movimientos políticos y culturales y partidos políticos de izquierda de toda América Latina. Además, según la acusación en su contra, Patiño habría mantenido coordinaciones políticas con miembros de las Fuerzas Armadas Revolucionarias de Colombia (FARC) en la CCB, que es sindicada por un brazo político de las FARC con financiamiento de la dictadura chavista de Venezuela en los respectivos países latinoamericanos y sobre todo de América del Sur en los que la CCB tiene presencia organizativa. Sin embargo, las acusaciones en contra de Patiño fueron diluyéndose con los meses, lo que desnudó la política de persecución política del gobierno aprista de García. Además de Lévano, muchos otros activistas políticos pro derechos humanos y artistas se sumaron a la campaña por la liberación de Patiño, quien recién en 2019 fue liberada por falta de pruebas, pero con comparecencia restringida, ya que la acusación en su contra aún continúa.
Como parte de la represión aprista contra la izquierda peruana, en 2009 el diario La Primera, del cual Lévano era director, fue perseguido por la Superintendencia Nacional de Aduanas y de Administración Tributaria (SUNAT) por órdenes del primer ministro aprista Jorge del Castillo a raíz de que Lévano había testificado el 22 de abril de ese año en el juicio contra el general Morales Bermúdez por su participación, cuando fue dictador del Perú, en la deportación en 1967 a Jujuy, Argentina, de militantes de izquierda peruana como parte del Plan Cóndor diseñado por la CIA estadounidense como parte de su política anticomunista para la región latinoamericana promoviendo dictaduras militares de extrema derecha para la persecución y represión de la izquierda latinoamericana. Además, como parte de la persecución aprista en su contra, en 2010 fue enjuiciado por el gobierno por su actividad periodística en La Primera y sus opiniones política, vulnerando así los derechos humanos fundamentales y la libertad de expresión. En mayo de 2011, al final del gobierno de García, recibe una corona fúnebre en el local del diario La Primera y al día siguiente es amenazado de muerte telefónicamente. Esto conllevó a que el diario La Primera sufriera pérdidas económicas por la persecución política del gobierno de García, lo que llevó a que en 2014, durante el gobierno de Ollanta Humala, se refundara bajo el nombre de Diario UNO, del cual Lévano asumió la dirección, aunque renunció en septiembre de 2018 debido a la falta de pagos. En diciembre de ese año fundó el semanario Perfil, actualmente llamado El Perfil) .
En 2019, por orden del 23 Juzgado Penal de Lima, fue arrestado por no haber asistido a la lectura de sentencia de una denuncia realizada en su contra durante el gobierno aprista por varios artículos que escribió en el diario La Primera denunciando el llamado “Plan Sábana” del gobierno de García en coordinación con la derecha peruana, el fujimorismo y la CONFIEP en contra de la candidatura presidencial de Ollanta Humala durante la segunda vuelta en las elecciones generales de 2011. Sin embargo, Lévano no fue notificado por el juzgado correspondiente ni de la denuncia en su contra ni de la sentencia, por lo que tuvo que ser liberado tras aproximadamente una hora de arresto.

### Últimos años
En septiembre de 2011 falleció su esposa, Natalia Casas, y en 2016, el 22 de mayo, falleció su hijo menor, Rainer Lévano Casas, lo que impactó profundamente en sus últimos años, pues de sus cuatro hijos era el único que vivía con él, ya que sus hijos mayores, César Edmundo, Natalia y Soledad Aurora Lévano Casas habían migrado a Europa hacía años.
César Lévano falleció el 23 de marzo de 2019 a los 92 años de edad en su casa del Rímac, en una casa que pudo construir sobre un terreno que le heredó su suegra. Sus restos descansan en el pabellón San Joaquín (25B) del Cementerio Presbítero Matías Maestro, donde también está enterrada su esposa.

## Condecoraciones
En 1970 es condecorado con el premio "César Vallejo" de los bibliotecarios de la Biblioteca Nacional del Perú.
En el año 2002 fue condecorado por el gobierno de Alejandro Toledo con la “Orden al Mérito por Servicios Distinguidos" en el grado de "Gran Cruz”.
En el año 2005 fue reconocido por el Tribunal Constitucional por su defensa de los derechos humanos. Ese año también recibió la "Medalla José Antonio Encinas" por la Derrama Magisterial.
En 2011 recibió de la Coordinadora Nacional de Derechos Humanos (CNDDHH) el "Premio Anual de Derechos Humanos". Ese año también recibió el premio "Periodismo y Derechos Humanos", que le fue otorgado por varias organizaciones defensoras de los derechos humanos en el Perú.
En 2012 fue homenajeado por la Cámara Peruana del Libro.
El 24 de junio de 2011 fue condecorado por el Congreso de la República del Perú con la "Medalla de Honor del Congreso" en el grado de "Gran Oficial" en reconocimiento a su destacada trayectoria en el periodismo nacional y por su permanente defensa de la democracia, los derechos humanos y la libertad de prensa.

## Publicaciones
Además en su extensa trayectoria trabajó en La República, agencia de noticias France-Presse, El Diario Marka, Revista Sí, La Prensa y fue editor asociado de la revista Caretas. También fue director del diario Última Hora (1991), La Primera (2007), Diario Uno (2014) y del semanario El Perfil (2018).

### Libros y folletos
- Breves consideraciones sobre el sindicalismo revolucionario - Capitalistas y obreros (Buenos Aires, 1930)
- Un despertar al proletariado (Lima, 1931)
- La verdadera historia de la jornada de las ocho horas en el Perú (1963, Lima: Ediciones Unidad), folleto publicado con un tiraje de 5 mil ejemplares en favor de la Juventud Comunista del Perú que fue censurado y prohibido por la dictadura de Pérez Godoy, y del que se publicó una segunda edición en 1967 de también 5 mil ejemplares. Fue editado por tercera vez en 1977 por Centro Cultural José Carlos Mariátegui y por cuarta vez en 1978 por un grupo proletario de Chimbote. La quinta edición la realizó en 1981 la Federación Agraria Revolucionaria Túpac Amaru del Cusco.
- Mariátegui: la voz del Perú integral (1969, Lima: Amauta), publicado en colaboración con Emilio Romero Padilla.
- Lenin y Mariátegui (1970, Lima: Amauta), volumen colectivo junto a Emilio Choy, Jorge del Prado Chávez, Jorge Falcón Garfias, Raúl González, César Guardia Mayorga y Omar Zilbert Salas.
- Mariátegui: la revolución de octubre - escritos 1917-1930 (1977, Lima: Editorial Siglo XXI)
- 7 ensayos. 50 años en la historia (1979, Lima: Amauta), libro colectivo junto a Emilio Romero Padilla, Alberto Flores Galindo, Jorge Basadre Grohmann, Manuel Burga Díaz, Tomás Escajadillo, César Germana, Wilfredo Kapsoli E., Edgar Montiel, Humberto Rodríguez Pastor y Antonio Rengifo.
- Obra completa de Manuel y Delfín Lévano: La utopía libertaria en el Perú (2006, Lima: Fondo Editorial del Congreso del Perú), libro compilado por Luis Tejada Ripalda y él que presenta la obra completa de Manuel Caracciolo Lévano Chumpitaz y Delfín Amador Lévano Gómez, su abuelo y padre, respectivamente.
- Últimas noticias del periodismo peruano: Lecciones y perspectivas (2011, Lima: Universidad Inca Garcilaso de la Vega)
- Diálogos desde la historia: Entrevistas en el fondo oculto de dos siglos (2012, Lima: Universidad Inca Garcilaso de la Vega)
- Las ocho horas: La historia real de una conquista exclusivamente obrera (2019, Lima: Sinco Editores)

### Ensayos
- Arguedas: Un sentimiento trágico de la vida (1969, Lima: Gráfica Labor), reeditado en 2011.

### Artículos
- Sobre el 1° de mayo (1913)
- ¿Lucha de clases o "acuerdo nacional"? (1923)
- Sobre Manuel Arévalo, mártir aprista (1985, Lima: La República)

### Correspondencia
- A Alejandro Flores, presidente de la FOPEP (1932)

### Poemas y canciones
- Canto a Lídice (1942, Lima: Cultura, revista escolar), poema.
- Tono peregrino (1965, Lima), libro de poemas.
- Este & Oeste (1968, Lima), libro de poemas.
- Árbol de batallas (1971, Lima), libro de poemas.
- Poemas y otros cantares (2018), libro compilatorio de sus libros de poesías "Tono peregrino", "Este & Oeste" y "Árbol de batallas".

### Trabajos sobre él
- Rebelde sin pausa (2016, Lima: Altazor Ediciones),[32] libro publicado por Paco Moreno[33] y con prólogo de Ángel Páez, en el que se aborda su vida y trayectoria.